# Ezüstgalamb
Az ezüstgalamb (Columba argentina) a madarak osztályába, a galambalakúak rendjébe és a galambfélék családjába tartozó faj.

## Rendszerezése
A fajt Charles Lucien Jules Laurent Bonaparte francia ornitológus írta le 1855-ben.

## Előfordulása
Indonézia és Malajzia partvidékein és kisebb szigeteken honos. Természetes élőhelyei a szubtrópusi és trópusi síkvidéki esőerdők és mangroveerdők, valamint ültetvények. Állandó, nem vonuló faj.

## Megjelenése
Testhossza 34–38 centiméter. Tollazata többnyire nagyon halvány kékesszürke, fekete szárnyai és farkát kivéve.

## Természetvédelmi helyzete
Az elterjedési területe kicsi és széttöredezett, egyedszáma 50 példány alatti és csökken, 2008-ban és 2010-ben készített fényképek megerősítik, hogy ez a faj vadonban még él. A Természetvédelmi Világszövetség Vörös listáján súlyosan veszélyeztetett fajként szerepel.